# مایک بتز
مایک بتز (انگلیسی: Mike Betts؛ زادهٔ ۲۱ سپتامبر ۱۹۵۶) بازیکن فوتبال اهل بریتانیا است.
از باشگاه‌هایی که در آن بازی کرده‌است می‌توان به باشگاه فوتبال اسلایگو راورز، باشگاه فوتبال بری، باشگاه فوتبال بلکپول، باشگاه فوتبال ساوتپورت، باشگاه فوتبال نورتویچ ویکتوریا، و باشگاه فوتبال شامروک روورز اشاره کرد.